# Пам'ятки культурної спадщини Товстенської громади
У статті наведений перелік об'єктів культурної спадщини Товстенської громади Чортківського району Тернопільської области України.

## Пам'ятки археології
| 1  | Могильник Буряківка І                      | сарматська культура (ІІІ ст. до н. е. — IV ст. н. е.) | с. Буряківка, урочище Гумнище, на фермі колишнього колгоспу                                                          | 2191    | Розпорядження Представника Президента України у Тернопільській області від 25.06.1992 № 148                                                                               |                         |                                                   |                               |      |                                                                     |
| 2  | Поселення Ворвулинці І                     | трипільська культура (IV-кінець ІІІ тис. до н.е.) | с. Ворвулинці, урочище Вербова                                                                                       | 2193    | Рішення виконкому Тернопільської обласної ради від 14.07.1989 № 162 |                         |                                                   |                               |      |                                                                     |
| 3  | Поселення Ворвулинці ІІ                    | трипільська культура (IV-кінець ІІІ тис. до н.е.) | с. Ворвулинці, урочище Жермаківка                                                                                    | 2195    | Рішення виконкому Тернопільської обласної ради від 14.07.1989 № 162 |                         |                                                   |                               |      |                                                                     |
| 4  | Поселення Ворвулинці ІІІ                   | трипільська культура (IV-кінець ІІІ тис. до н.е.) | с. Ворвулинці, урочище Гора                                                                                          | 2196    | Рішення виконкому Тернопільської обласної ради від 14.07.1989 № 162 |                         |                                                   |                               |      |                                                                     |
| 5  | Поселення Ворвулинці IV                    | трипільська культура (IV-кінець ІІІ тис. до н.е.) | с. Ворвулинці, урочище Поле Піврізки                                                                                 | 2194    | Рішення виконкому Тернопільської обласної ради від 14.07.1989 № 162 6 | Поселення Дорогичівка І | трипільська культура (IV-кінець ІІІ тис. до н.е.) | с. Дорогичівка, урочище Балки | 2208 | Рішення виконкому Тернопільської обласної ради від 14.07.1989 № 162 |
| 7  | Поселення Кошилівці І                      | трипільська культура (ІІІ тис. до н.е.), голіградська культура (ХІ-VII ст. до н. е.), пізнє середньовіччя (XV – XVII ст.) | с. Кошилівці, урочище Обоз, правий берег р. Джурин, зараз територія належить до с. Поділля                           | 1210-Тр | Рішення виконкому Тернопільської обласної ради від 22.03.1971 № 147, Наказ Міністерства культури України від 23.01.2012 № 51                                              |                         |                                                   |                               |      |                                                                     |
| 8  | Поселення Кошилівці ІІ                     | трипільська культура (IV-кінець ІІІ тис. до н.е.) | с. Кошилівці, урочище Товтри, на верхній надзаплавній терасі р. Джурин                                               | 2249    | Наказ управління культури обласної державної адміністрації від 18.10.2005. № 112                                                                                          |                         |                                                   |                               |      |                                                                     |
| 9  | Поселення Кошилівці ІІІ                    | культура лінійно-стрічкової кераміки (друга половина V – початок IV тис. до н. е.) | с. Кошилівці, урочище “Гайок”                                                                                        | 2247    | Наказ управління культури обласної державної адміністрації від 18.10.2005 № 112                                                                                           |                         |                                                   |                               |      |                                                                     |
| 10 | Поселення Кошилівці IV                     | давньоруський час (Х – ХІІІ ст.) | с. Кошилівці, урочище Стінка                                                                                         | 2248    | Наказ управління культури обласної державної адміністрації від 18.10.2005 № 112                                                                                           |                         |                                                   |                               |      |                                                                     |
| 11 | Поселення Лисівці І                        | трипільська культура (IV-кінець ІІІ тис. до н.е.) | с. Лисівці, урочище Гора Бубнівка                                                                                    | 2267    | Розпорядження Представника Президента України у Тернопільській області від 25.06.1992 № 148                                                                               |                         |                                                   |                               |      |                                                                     |
| 12 | Поселення Лисівці ІІ                       | трипільська культура (IV-кінець ІІІ тис. до н.е.), ранньозалізний час (голіградська культура (ХІ-VII ст. до н. е.), черняхівська культура (кін. ІІ- поч. V ст. н. е.) | с. Лисівці, урочище Короставець, західні околиці села                                                                | 2268    | Наказ управління культури обласної державної адміністрації від 18.10.2005 № 112                                                                                           |                         |                                                   |                               |      |                                                                     |
| 13 | Поселення Лисівці ІІІ                      | трипільська культура (IV-кінець ІІІ тис. до н.е.), культура Ґава-Голігради (ХІ-VII ст. до н. е.), давньоруська культура (ХІІ-ХІІІ ст.) | с. Лисівці, східні околиці села, лівий берег р. Серет                                                                | 1849    | Наказ управління культури обласної державної адміністрації від 09.02.2012 № 14                                                                                            |                         |                                                   |                               |      |                                                                     |
| 14 | Поселення Литячі І                         | епоха бронзи – ранньозалізний вік (ІІ-І тис. до н.е.); давньоруський час (ХІІ-ХІІІ ст.) | с. Литячі, північні околиці села по правому березі ставку, біля греблі                                               | 1922    | Наказ департаменту культури, релігій та національностей обласної державної адміністрації від 18.05.2015 № 61-од                                                           |                         |                                                   |                               |      |                                                                     |
| 15 | Поселення Нагіряни І                       | трипільська культура (IV-кінець ІІІ тис. до н.е.), пізня бронза (культура Ноа (ХІІІ-ХІІ ст. до н. е. ), ранньозалізний час (І тис. до н. е.), голіградська культура (ХІ-VII ст. до н. е.), черняхівська культура (кін. ІІ- поч. V ст. н. е.), культура Лука-Райковецька (кін. VII-ІХ ст.), давньоруський час (ХІІ – ХІІІ ст.) | с. Нагіряни, урочище Говди, східні околиці села, правий берег р. Поросячки, обидва берега струмка, що впадає в річку | 4443-Тр | Наказ управління культури обласної державної адміністрації від 18.10.2005 № 112, Наказ Міністерства культури України від 18.04.2017 № 325                                 |                         |                                                   |                               |      |                                                                     |
| 16 | Поселення Нагіряни ІІ                      | комарівська культура (XV – XII ст. до н. е.); західно-подільська група скіфського часу (VII-V ст. до н.е.) | с. Нагіряни, північні околиці села, урочище Білий Камінь, на краю Джуринського каньйону                              | 1382    | Наказ управління культури обласної державної адміністрації від 27.01.2010 № 16                                                                                            |                         |                                                   |                               |      |                                                                     |
| 17 | Поселення Нагіряни ІІІ                     | трипільська культура (ХІ-VII ст. до н. е.); західно-подільська група скіфського часу (VII-V ст. до н.е.); празька культура (середина Vст н.е.); давньоруський час (ХІІ – ХІІІ ст.); пізнє середньовіччя (XVI - XVII ст.) | с. Нагіряни, північні околиці села, урочище Миколаєва гора, на краю каньйону, зі сходу оточене яром                  | 1383    | Наказ управління культури обласної державної адміністрації від 27.01.2010 № 16                                                                                            |                         |                                                   |                               |      |                                                                     |
| 18 | Поселення Нирків І                         | трипільська культура (IV-кінець ІІІ тис. до н.е.), гава-голіградська культура (ХІ-VII ст. до н. е.), черняхівська культура (ІІ – IV ст. н. е.), давньоруська культура (Х – ХІІІ ст.), пізнє середньовіччя (XVII-XVIII ст.) | с. Нирків, в центрі села, урочище Резиденція                                                                         | 2271    | Наказ управління культури обласної державної адміністрації від 18.10.2005 № 112                                                                                           |                         |                                                   |                               |      |                                                                     |
| 19 | Поселення Нирків ІІ                        | західно-подільська група скіфського часу (VII-V ст. до н.е.); черняхівська культура (ІІ IV ст. н. е.); давньоруський час (ХІІ – ХІІІ ст.); пізнє середньовіччя (XIV-XVIII ст.) | с. Нирків, урочище Червоне, на видовженому мисі, утвореному правим берегом старого русла р. Джурин                   | 1412    | Наказ управління культури обласної державної адміністрації від 27.01.2010 № 16                                                                                            |                         |                                                   |                               |      |                                                                     |
| 20 | Поселення Нирків ІІІ                       | черняхівська культура (ІІ-IV ст. н.е.). | с. Нирків, східні околиці села у витоках р. Поросячка                                                                | 4471-Тр | Наказ департаменту культури, релігій та національностей обласної державної адміністрації від 15.05.2014 № 76-од, Наказ Міністерства культури України від 18.04.2017 № 325 |                         |                                                   |                               |      |                                                                     |
| 21 | Могильник Попівці І                        | підкарпатська культура шнурової кераміки (ХІХ – XVI ст. до. н. е.) | с. Попівці, урочище Гайок                                                                                            | 2280    | Розпорядження Представника Президента України у Тернопільській області від 25.06.1992 № 148                                                                               |                         |                                                   |                               |      |                                                                     |
| 22 | Поселення Свидова І                        | трипільська культура (IV-кінець ІІІ тис. до н.е.), голіградська культура (ХІ-VII ст. до н. е.); давньоруський час (Х-ХІІІ ст.) | с. Свидова, лівий берег р. Тупа, в центрі села                                                                       | 2904    | Наказ управління культури обласної державної адміністрації від 18.10.2005 № 112                                                                                           |                         |                                                   |                               |      |                                                                     |
| 23 | Курган Свидова ІІ                          | західно-подільська група скіфського часу (VII – V ст. до н.е.) | с. Свидова, південно-східна частина с. Свидова, південно-східна частина села                                         | 4388-Тр | Наказ управління культури обласної державної адміністрації від 24.03.2011 № 36, Наказ Міністерства культури України від 23.01.2012 № 51                                   |                         |                                                   |                               |      |                                                                     |
| 24 | Поселення Свидова ІІІ                      | трипільська культура (IV – кін. ІІІ тис. до н.е.) | с. Свидова, південно-східна частина села                                                                             | 4387-Тр | Наказ управління культури обласної державної адміністрації від 24.03.2011 № 36, Наказ Міністерства культури України від 23.01.2012 № 51                                   |                         |                                                   |                               |      |                                                                     |
| 25 | Поселення Слобідка І                       | західноподільська група скіфського часу (VII-V ст. до н.е.), черняхівська культура (ІІ-V ст. н.е.),давньоруський час (ХІІ-ХІІІ ст.) | с. Слобідка, північно-західні околиці села, лівий берег ставу                                                        | 2286-Тр | Наказ Міністерства культури України від 22.11.2012 № 1364 |                         |                                                   |                               |      |                                                                     |
| 26 | Поселення Слобідка ІІ                      | давньоруський час (ХІІ – ХІІІ ст.) | с. Слобідка, урочище Четвертики                                                                                      | 2284    | Розпорядження Представника Президента України у Тернопільській області від 25.06.1992 № 148                                                                               |                         |                                                   |                               |      |                                                                     |
| 27 | Поселення Слобідка ІІІ                     | трипільська культура (IV-кінець ІІІ тис. до н.е.), голіградська культура (ХІ – VII ст. до н. е.), давньоруський час (ХІІ – ХІІІ ст.) | с. Слобідка, урочище На фільварку                                                                                    | 2285    | Розпорядження Представника Президента України у Тернопільській області від 25.06.1992 № 148                                                                               |                         |                                                   |                               |      |                                                                     |
| 28 | Поселення Слобідка IV                      | ранній залізний вік (І тис. до н. е.), черняхівська (кін. ІІ-поч. V ст. н. е.), давньоруський час (ХІІ – ХІІІ ст.) | с. Слобідка, урочище Біла Криниця                                                                                    | 2287    | Рішення виконкому Тернопільської обласної ради від 14.07.1989 № 162 |                         |                                                   |                               |      |                                                                     |
| 29 | Стоянка Солоне І                           | пізній палеоліт (40-10 тис. років тому) | с. Солоне, північно-східні околиці села, верхів’я річки                                                              | 2288    | Наказ управління культури обласної державної адміністрації від 18.10.2005 № 112                                                                                           |                         |                                                   |                               |      |                                                                     |
| 30 | Курган Солоне ІІ                           | культура невизначена | с. Солоне, північні околиці села, зліва від дороги на с. Нирків, урочище Могила                                      | 1419    | Наказ управління культури обласної державної адміністрації від 27.01.2010 № 16                                                                                            |                         |                                                   |                               |      |                                                                     |
| 31 | Курганна група із двох курганів Солоне ІІІ | епоха бронзи - ранньозалізний вік (ІІ-І тис. до н.е.); | с. Солоне, 2 км на південь від села на вододільній частині пагорба                                                   | 2074    | Наказ управління культури обласної державної адміністрації від 09.09.2016 № 121-од                                                                                        |                         |                                                   |                               |      |                                                                     |
| 32 | Поселення Товсте І                         | ранньозалізний час (голіградська культура (ХІ-VII ст. до н. е.), черняхівська культура (кін. ІІ- поч. V ст. н. е.), ранньослов'янський, давньоруський час (ХІІ – ХІІІ ст.), пізнє середньовіччя (XV – XVII ст.) | смт Товсте, лівий високий берег струмка, правостороння притока р. Тупа, між кафе “Пельменна” і МП “Елегант”          | 2289    | Наказ управління культури обласної державної адміністрації від 18.10.2005 № 112                                                                                           |                         |                                                   |                               |      |                                                                     |
| 33 | Поселення Устечко І                        | трипільська культура (IV-кінець ІІІ тис. до н.е.) | с. Устечко, в центрі села, на городах між церквою і лікарнею                                                         | 2298    | Наказ управління культури обласної державної адміністрації від 18.10.2005 № 112                                                                                           |                         |                                                   |                               |      |                                                                     |
| 34 | Поселення Устечко ІІ                       | трипільська культура (В1–фінал) | с. Устечко, північні околиці села, за кладовищем, на високому перешийку мису                                         | 1387    | Наказ управління культури обласної державної адміністрації від 27.01.2010 № 16                                                                                            |                         |                                                   |                               |      |                                                                     |
| 35 | Поселення Устечко ІІІ                      | трипільська культура (IV-кінець ІІІ тис. до н.е.) | с. Устечко, урочище Черче                                                                                            | 2297    | Розпорядження Представника Президента України у Тернопільській області від 25.06.1992 № 148                                                                               |                         |                                                   |                               |      |                                                                     |
| 36 | Поселення Устечко IV                       | трипільська культура (IV-кінець ІІІ тис. до н.е.) | с. Устечко, південно-східні околиці села, лівий берег р. Дністер                                                     | 1904    | Наказ управління культури обласної державної адміністрації від 29.10.2012 № 149                                                                                           |                         |                                                   |                               |      |                                                                     |
| 37 | Стоянка Хмелева І                          | пізній палеоліт (40-10 тис. років тому) | с. Хмелева, південні околиці села                                                                                    | 2299    | Рішення виконкому Тернопільської обласної ради від 14.07.1989 № 162 |                         |                                                   |                               |      |                                                                     |
| 38 | Стоянка Хмелева ІІ                         | пізній палеоліт (40-10 тис. років тому) | с. Хмелева, західні околиці села, урочище Шибанська гора, лівий берег Дністра                                        | 2300    | Наказ управління культури обласної державної адміністрації від 18.10.2005 № 112                                                                                           |                         |                                                   |                               |      |                                                                     |
| 39 | Поселення Хмелева ІІІ                      | трипільська культура (IV-кінець ІІІ тис. до н.е.) | с. Хмелева, лівий берег р. Дністер                                                                                   | 1240    | Наказ управління культури обласної державної адміністрації від 27.01.2010 № 16                                                                                            |                         |                                                   |                               |      |                                                                     |
| 40 | Поселення Шипівці І                        | трипільська культура (IV-кінець ІІІ тис. до н.е.), культура Поянешти-Лукашівка (початок ІІ – до другої половини І ст. до н. е.) | с. Шипівці, урочище Сіножать , південні околиці села                                                                 | 2302    | Наказ управління культури обласної державної адміністрації від 18.10.2005 № 112                                                                                           |                         |                                                   |                               |      |                                                                     |
| 41 | Поселення Шипівці ІІ                       | трипільська культура (IV-кінець ІІІ тис. до н.е.) | с. Шипівці, урочище Коло великого лісу, на північний захід від села, в східній частині урочища                       | 2303    | Наказ управління культури обласної державної адміністрації від 18.10.2005 № 112                                                                                           |                         |                                                   |                               |      |                                                                     |
| 42 | Поселення Шипівці ІІІ                      | трипільська культура (IV-кінець ІІІ тис. до н.е.) | с. Шипівці, урочище Камяна криниця, лівий берег Серета                                                               | 2304    | Наказ управління культури обласної державної адміністрації від 18.10.2005 № 112                                                                                           |                         |                                                   |                               |      |                                                                     |
| 43 | Поселення Шипівці IV                       | ранньозалізний час (голіградська культура (ХІ-VII ст. до н. е.)) | с. Шипівці, урочище Коло великого лісу, на північний захід від села, в західній частині урочища                      | 2305    | Наказ управління культури обласної державної адміністрації від 18.10.2005 № 112                                                                                           |                         |                                                   |                               |      |                                                                     |
| 44 | Поселення Шипівці V                        | черняхівська культура (кін. ІІ- поч. V ст. н. е.), давньоруський час (ХІІ – ХІІІ ст.) | с. Шипівці, урочище Коло Гнилої, на мисоподібній ділянці поля                                                        | 2306    | Наказ управління культури обласної державної адміністрації від 18.10.2005 № 112                                                                                           |                         |                                                   |                               |      |                                                                     |
| 45 | Поселення Шипівці VI                       | черняхівська культура (кін. ІІ- поч. V ст. н. е.), давньоруський час (ХІІ – ХІІІ ст.), пізнє середньовіччя (XV – XVII ст.) | с. Шипівці, на городах в селі між церквою і Серетом                                                                  | 2307    | Наказ управління культури обласної державної адміністрації від 18.10.2005 № 112                                                                                           |                         |                                                   |                               |      |                                                                     |
| 46 | Поселення багатошарове Шипівці VII         | давньоруський час (ХІІ – ХІІІ ст.), пізнє середньовіччя (XV – XVII ст.) | с. Шипівці, урочище Замчисько                                                                                        | 2308    | Наказ управління культури обласної державної адміністрації від 18.10.2005 № 112                                                                                           |                         |                                                   |                               |      |                                                                     |

## Пам'ятки архітектури
| №   | Назва                                                      | Дата                        | Адреса                          | Охоронний номер | Документ про взяття на облік                                         |
| --- | ---------------------------------------------------------- | --------------------------- | ------------------------------- | --------------- | -------------------------------------------------------------------- |
| 1.  | Каплиця Різдва Христового (мур.)                           | 1895 р.                     | с. Ангелівка                    | 480             | рішення Тернопільського ОВК від 31.03.1992 р. № 30                   |
| 2.  | Церква св. Миколая (мур.)                                  | 1792 р.                     | с. Буряківка                    | 494             | рішення Тернопільського ОВК від 31.03.1992 р. № 30                   |
| 3.  | Костел (мур.)                                              | 1881 р.                     | с. Буряківка                    | 495             | рішення Тернопільського ОВК від 31.03.1992 р. № 30                   |
| 4.  | Церква Покрови (мур.)                                      | 1879 р.                     | с. Ворвулинці                   | 506             | рішення Тернопільського ОВК від 31.03.1992 р. № 30                   |
| 5.  | Каплиця (мур.)                                             | 1925 р.                     | с. Ворвулинці                   | 507             | рішення Тернопільського ОВК від 31.03.1992 р. № 30                   |
| 6.  | Церква Перенесення мощей св. Миколая (мур.)                | 1876 р.                     | с. Гиньківці                    | 508             | рішення Тернопільського ОВК від 31.03.1992 р. № 30                   |
| 7.  | Каплиця (мур.)                                             | 1850 р.                     | с. Гиньківці                    | 509             | рішення Тернопільського ОВК від 31.03.1992 р. № 30                   |
| 8.  | Комплекс споруд церкви Успіння Пресвятої Богородиці (мур.) | ХІХ ст.                     | с. Головчинці                   | 481/0           | рішення Тернопільського ОВК від 31.03.1992 р. № 30                   |
| 9.  | Церква Успіння Пресвятої Богородиці (мур.)                 | 1876 р.                     | с. Головчинці                   | 481/1           | рішення Тернопільського ОВК від 31.03.1992 р. № 30                   |
| 10. | Дзвіниця церкви Успіння Пресвятої Богородиці (мур.)        | ХІХ ст.                     | с. Головчинці                   | 481/2           | рішення Тернопільського ОВК від 31.03.1992 р. № 30                   |
| 11. | Каплиця (мур.)                                             | 1826 р.                     | с. Головчинці                   | 481/3           | рішення Тернопільського ОВК від 31.03.1992 р. № 30                   |
| 12. | Плебанія (мур.)                                            | початок ХХ ст.              | с. Головчинці                   | 482             | рішення Тернопільського ОВК від 31.03.1992 р. № 30                   |
| 13. | Церква Введення (мур.)                                     | 1818 р.                     | с. Дорогичівка                  | 549             | рішення Тернопільського ОВК від 31.03.1992 р. № 30                   |
| 14. | Церква Успіння Богородиці (мур.)                           | 1746 р.                     | с. Кошилівці                    | 1582/1          | постанова Ради Міністрів УРСР від 06.09.1979 р. № 442                |
| 15. | Дзвіниця церкви Успіння Богородиці (зміш.)                 | 1746 р.                     | с. Кошилівці                    | 1582/2          | постанова Ради Міністрів УРСР від 06.09.1979 р. № 442                |
| 16. | Каплиця св. Миколая (мур.)                                 | 1900 р.                     | с. Нагіряни                     | 534             | рішення Тернопільського ОВК від 31.03.1992 р. № 30                   |
| 17. | Церква св. Миколая (мур.)                                  | XVII ст.                    | с. Нагоряни                     | 1583/1          | постанова Ради Міністрів УРСР від 06.09.1979 р. № 442                |
| 18. | Дзвіниця церкви св. Миколая (дер.)                         | XVII ст.                    | с. Нагоряни                     | 1583/2          | постанова Ради Міністрів УРСР від 06.09.1979 р. № 442                |
| 19. | Усипальниця Понінських (мур.)                              | ХІХ ст.                     | с. Нирків                       | 535             | рішення Тернопільського ОВК від 31.03.1992 р. № 30                   |
| 20. | Церква Покрови (мур.)                                      | 1730 р.                     | с. Нирків                       | 536             | рішення Тернопільського ОВК від 31.03.1992 р. № 30                   |
| 21. | Кляштор сестер милосердя (мур.)                            | 1810 р.                     | с. Нирків                       | 537             | рішення Тернопільського ОВК від 31.03.1992 р. № 30                   |
| 22. | Церква Благовіщення (мур.)                                 | 1647 р.                     | с. Поділля                      | 519             | рішення Тернопільського ОВК від 31.03.1992 р. № 30                   |
| 23. | Каплиця (мур.)                                             | 1910 р.                     | с. Поділля                      | 520             | рішення Тернопільського ОВК від 31.03.1992 р. № 30                   |
| 24. | Костел (мур.)                                              | початок ХХ ст.              | с. Рожанівка                    | 483             | рішення Тернопільського ОВК від 31.03.1992 р. № 30                   |
| 25. | Каплиця (дер.)                                             | кінець ХІХ ст.              | с. Рожанівка                    | 484             | рішення Тернопільського ОВК від 31.03.1992 р. № 30                   |
| 26. | Церква Воскресіння (мур.)                                  | 1880 р.                     | с. Садки                        | 521             | рішення Тернопільського ОВК від 31.03.1992 р. № 30                   |
| 27. | Церква Успення (мур.)                                      | 1894 р.                     | с. Свершківці                   | 533             | рішення Тернопільського ОВК від 31.03.1992 р. № 30                   |
| 28. | Церква св. Михаїла (мур.)                                  | 1882 р.                     | с. Слобідка                     | 496             | рішення Тернопільського ОВК від 31.03.1992 р. № 30                   |
| 29. | Каплиця (мур.)                                             | 1883 р.                     | с. Слобідка                     | 497             | рішення Тернопільського ОВК від 31.03.1992 р. № 30                   |
| 30. | Комплекс церкви св. Параскеви (мур.)                       | кінець ХІХ - початок ХХ ст. | с. Устечко                      | 529/0           | рішення Тернопільського ОВК від 31.03.1992 р. № 30                   |
| 31. | Церква св. Параскеви (мур.)                                | 1881 р.                     | с. Устечко                      | 529/1           | рішення Тернопільського ОВК від 31.03.1992 р. № 30                   |
| 32. | Дзвіниця церкви св. Параскеви (мур.)                       | 1881 р.                     | с. Устечко                      | 529/2           | рішення Тернопільського ОВК від 31.03.1992 р. № 30                   |
| 33. | Каплиця церкви св. Параскеви (мур.)                        | початок ХХ ст.              | с. Устечко                      | 529/3           | рішення Тернопільського ОВК від 31.03.1992 р. № 30                   |
| 34. | Костел                                                     | 1876 р.                     | с. Устечко                      | 531             | рішення Тернопільського ОВК від 31.03.1992 р. № 30                   |
| 35. | Печерний монастир                                          | початок ХХ ст.              | с. Устечко (печера)             | 530             | рішення Тернопільського ОВК від 31.03.1992 р. № 30                   |
| 36  | Церква св. Параскеви (мур.)                                | 1880 р.                     | с. Хмелева                      | 532             | рішення Тернопільського ОВК від 31.03.1992 р. № 30                   |
| 37. | Замок палацу (руїни) (мур.)                                | XVII-XIX ст.                | с. Червоногород                 | 467             | рішення Тернопільського облвиконкому від 25.01.1989 року № 15        |
| 38. | Костел Вознесіння Богородиці (мур.)                        | 1716 р.                     | с. Червоногород                 | 503             | рішення Тернопільського ОВК від 31.03.1992 р. № 30                   |
| 39. | Церква св. Миколая (мур.)                                  | 1880 р.                     | с. Шутроминці                   | 522             | рішення Тернопільського ОВК від 31.03.1992 р. № 30                   |
| 40. | Церква Іоанна Хрестителя (мур.)                            | 1770 р.                     | смт Товсте                      | 1890            | розпорядження Представника Президента України від 22.02.1993 р. № 58 |
| 41. | Костел (мур.)                                              | 1890 р.                     | смт Товсте                      | 1891            | розпорядження Представника Президента України від 22.02.1993 р. № 58 |
| 42. | Ратуша (мур.)                                              | 1925 р.                     | смт Товсте вул. Українська, 60  | 470             | рішення Тернопільського ОВК від 31.03.1992 р. № 30                   |
| 43. | Житловий будинок (мур.)                                    | кінець ХІХ ст.              | смт Товсте вул. Українська, 107 | 478             | рішення Тернопільського ОВК від 31.03.1992 р. № 30                   |
| 44. | Житловий будинок (мур.)                                    | кінець ХІХ ст.              | смт Товсте вул. Українська, 107 | 477             | рішення Тернопільського ОВК від 31.03.1992 р. № 30                   |
| 45. | Комплекс Садиби (мур.)                                     | кінець ХІХ - початок ХХ ст. | смт Товсте вул. Українська, 54  | 479/0           | рішення Тернопільського ОВК від 31.03.1992 р. № 30                   |
| 46. | Садиба (мур.)                                              | кінець ХІХ ст.              | смт Товсте вул. Українська, 54  | 479/1           | рішення Тернопільського ОВК від 31.03.1992 р. № 30                   |
| 47. | Господарські приміщення садиби                             | початок ХХ ст.              | смт Товсте вул. Українська, 54  | 479/2           | рішення Тернопільського ОВК від 31.03.1992 р. № 30                   |
| 48. | Житловий будинок (мур.)                                    | початок ХХ ст.              | смт Товсте вул. Українська, 76  | 476             | рішення Тернопільського ОВК від 31.03.1992 р. № 30                   |
| 49. | Будинок раввіна (мур.)                                     | початок ХХ ст.              | смт Товсте вул. Українська,78   | 475             | рішення Тернопільського ОВК від 31.03.1992 р. № 30                   |
| 50. | Костел (мур.)                                              | 1910 р.                     | смт Товсте вул. Українська, 91  | 468             | рішення Тернопільського ОВК від 31.03.1992 р. № 30                   |
| 52. | Панська Садиба (мур.)                                      | кінець ХІХ ст.              | смт Товсте вул. Українська, 92  | 473             | рішення Тернопільського ОВК від 31.03.1992 р. № 30                   |
| 53. | Церква св. Михаїла (мур.)                                  | 1931 р.                     | смт Товсте вул. Українська, 98  | 467             | рішення Тернопільського ОВК від 31.03.1992 р. № 30                   |
| 54. | Містечкова забудова (мур.)                                 | 1920-1930 рр.               | смт Товсте вул. Українська, 98  | 471             | рішення Тернопільського ОВК від 31.03.1992 р. № 30                   |
| 55. | Панський будинок (мур.)                                    | 1840 р.                     | смт Товсте вул. Українська, 98  | 472             | рішення Тернопільського ОВК від 31.03.1992 р. № 30                   |
| 56. | Панський будинок (мур.)                                    | ХІХ ст.                     | смт Товсте вул. Українська, 98  | 474             | рішення Тернопільського ОВК від 31.03.1992 р. № 30                   |
| 57. | Церква Святого Духа (дер.)                                 | 1860 р.                     | с. Солоне                       | 523             | рішення Тернопільського ОВК від 31.03.1992 р. № 30                   |
| 58. | Каплиця (мур.)                                             | 1909 р.                     | с. Солоне                       | 524             | рішення Тернопільського ОВК від 31.03.1992 р. № 30                   |

## Пам'ятки історії
| №  | Назва | Дата          | Адреса                                                                 | Охоронний номер | Документ про взяття на облік                                                                      |
| -- | --- | ------------- | ---------------------------------------------------------------------- | --------------- | ------------------------------------------------------------------------------------------------- |
| 1  | Пам’ятний знак воїнам-землякам, які загинули в роки Другої світової війни                                                                      | 1985 р.       | с. Ангелівка                                                           | 10              | Рішення виконкому Тернопільської обласної ради від 26.08.1986 р. № 250                            |
| 2  | Братська могила радянських партійних активістів                                                                                                | 1969 р.       | с. Буряківка, при в’їзді в село                                        | 617             | Рішення виконкому Тернопільської обласної ради від 22.03.1971 р. № 147                            |
| 3  | Пам’ятний знак воїнам-землякам, які загинули в роки Другої світової війни                                                                      | 1967 р.       | с. Буряківка, центр                                                    | 597             | Рішення виконкому Тернопільської обласної ради від 22.03.1971 р. № 147                            |
| 4  | Братська могила воїнів Радянської армії, пам’ятний знак воїнам-землякам, які загинули в роки Другої світової війни                             | 1967 р.       | с. Ворвулинці                                                          | 1011            | Рішення виконкому Тернопільської обласної ради від 22.03.1971 р. № 147                            |
| 5  | Пам’ятний знак воїнам-землякам, які загинули в роки Другої світової війни                                                                      | 1966 р.       | с. Головчинці                                                          | 966             | Рішення виконкому Тернопільської обласної ради від 22.03.1971 р. № 147                            |
| 6  | Братська могила воїнів Української Повстанської Армії (3 чол.)                                                                                 |               | с. Дорогичівка                                                         | 1390            | Наказ управління культури Тернопільської обласної державної адміністрації від 18.10.2005 р. № 112 |
| 7  | Пам’ятний знак воїнам-землякам, які загинули в роки Другої світової війни                                                                      | 1967 р.       | с. Дорогичівка                                                         | 359             | Рішення виконкому Тернопільської обласної ради від 22.03.1971 р. № 147                            |
| 8  | Пам’ятний знак воїнам-землякам, які загинули в роки Другої світової війни                                                                      | 1985 р.       | с. Кошилівці                                                           | 963             | Рішення виконкому Тернопільської обласної ради від 26.08.1986 р. № 250                            |
| 9  | Братські могили воїнів Радянської армії | 1966 р.       | с. Лисівці, кладовище, N 48.859295° E 25.819020°                       | 244             | Рішення виконкому Тернопільської обласної ради від 22.03.1971 р. № 147                            |
| 10 | Могила воїна Радянської армії Павленка С. | 1965 р.       | с. Лисівці, кладовище, N 48.858409° E 25.818129°                       | 381             | Рішення виконкому Тернопільської обласної ради від 22.03.1971 р. № 147                            |
| 11 | Могила воїна Радянської армії Клименка В. | 1965 р.       | с. Лисівці, околиця                                                    | 373             | Рішення виконкому Тернопільської обласної ради від 22.03.1971 р. № 147                            |
| 12 | Пам’ятний знак воїнам-землякам, які загинули в роки Другої світової війни                                                                      | 1967 р.       | с. Лисівці, центр                                                      | 395             | Рішення виконкому Тернопільської обласної ради від 22.03.1971 р. № 147                            |
| 13 | Пам'ятний знак (хрест) на честь скасування панщини                                                                                             | реконструкція | с. Литячі                                                              | 3150            | Наказ управління культури Тернопільської обласної державної адміністрації від 27.01.2010 р. № 16  |
| 14 | Пам’ятне місце загибелі Германа П. та Данилюка - Українських Січових Стрільців                                                                 |               | с. Нагоряни, біля перехрестя доріг Нирків-Торське – Устечко-Ворвулинці | 3151            | Наказ управління культури Тернопільської обласної державної адміністрації від 27.01.2010 р. № 16  |
| 15 | Пам’ятний знак воїнам-землякам, які загинули в роки Другої світової війни                                                                      | 1969 р.       | с. Нирків, околиця                                                     | 401             | Рішення виконкому Тернопільської обласної ради від 22.03.1971 р. № 147                            |
| 16 | Пам’ятний знак воїнам-землякам, які загинули в роки Другої світової війни                                                                      | 1965 р.       | с. Нирків, центр                                                       | 426             | Рішення виконкому Тернопільської обласної ради від 22.03.1971 р. № 147                            |
| 17 | Пам’ятний знак воїнам-землякам, які загинули в роки Другої світової війни                                                                      | 1969 р.       | с. Поділля                                                             | 249             | Рішення виконкому Тернопільської обласної ради від 22.03.1971 р. № 147                            |
| 18 | Пам’ятний знак воїнам-землякам, які загинули в роки Другої світової війни                                                                      | 1985 р.       | с. Рожанівка                                                           | 1114            | Рішення виконкому Тернопільської обласної ради від 26.08.1986 р. № 250                            |
| 19 | Братська могила воїнів Української Повстанської Армії (25 чол.)                                                                                |               | с. Садки                                                               | 1397            | Наказ управління культури Тернопільської обласної державної адміністрації від 18.10.2005 р. № 112 |
| 20 | Пам’ятний знак воїнам-землякам, які загинули в роки Другої світової війни                                                                      | 1967 р.       | с. Садки                                                               | 250             | Рішення виконкому Тернопільської обласної ради від 22.03.1971 р. № 147                            |
| 21 | Могила сотника Української Повстанської Армії Р.Зозуляка                                                                                       |               | с. Солоне                                                              | 1399            | Наказ управління культури Тернопільської обласної державної адміністрації від 18.10.2005 р. № 112 |
| 22 | Пам’ятний знак воїнам-землякам, які загинули в роки Другої світової війни                                                                      | 1984 р.       | с. Солоне                                                              | 932             | Рішення виконкому Тернопільської обласної ради від 27.11.1984 р. № 332                            |
| 23 | Братська могила воїнів Радянської армії | 1967 р.       | с. Солоне, кладовище                                                   | 251             | Рішення виконкому Тернопільської обласної ради від 22.03.1971 р. № 147                            |
| 24 | Пам’ятник односельчанам, які загинули під час Першої світової війни                                                                            | 1936 р.       | с. Солоне, центр, біля дерев'яної церкви                               | 430             | Рішення виконкому Тернопільської обласної ради від 22.03.1971 р. № 147                            |
| 25 | Братська могила австрійських воїнів |               | с. Устечко                                                             | 1403            | Наказ управління культури Тернопільської обласної державної адміністрації від 18.10.2005 р. № 112 |
| 26 | Могила радянських партизан-ковпаківців Соловйової Л. і Остроухова М.                                                                           | 1969 р.       | с. Устечко                                                             | 255             | Рішення виконкому Тернопільської обласної ради від 22.03.1971 р. № 147                            |
| 27 | Пам’ятний знак воїнам-землякам, які загинули в роки Другої світової війни                                                                      | 1967 р.       | с. Устечко                                                             | 257             | Рішення виконкому Тернопільської обласної ради від 22.03.1971 р. № 147                            |
| 28 | Братська могила воїнів Радянської армії | 1965 р.       | с. Хмелева, кладовище                                                  | 434             | Рішення виконкому Тернопільської обласної ради від 22.03.1971 р. № 147                            |
| 29 | Братська могила воїнів Української Повстанської Армії                                                                                          |               | с. Шипівці                                                             | 1404            | Наказ управління культури Тернопільської обласної державної адміністрації від 18.10.2005 р. № 112 |
| 30 | Пам’ятний знак воїнам-землякам, які загинули в роки Другої світової війни                                                                      | 1985 р.       | с. Шипівці, центр, біля сільської ради                                 | 964             | Рішення виконкому Тернопільської обласної ради від 26.08.1986 р. № 250                            |
| 31 | Пам’ятний знак воїнам-землякам, які загинули в роки Другої світової війни                                                                      | 1969 р.       | с. Шутроминці                                                          | 258             | Рішення виконкому Тернопільської обласної ради від 22.03.1971 р. № 147                            |
| 32 | Пам’ятне місце масових розстрілів євреїв |               | смт Товсте                                                             | 1422            | Розпорядження Представника Президента України в Тернопільській області від 25.06.1992 р. № 148    |
| 33 | Пам'ятний знак (хрест) на честь скасування панщини                                                                                             | 1848 р.       | смт Товсте                                                             | 1423            | Розпорядження Представника Президента України в Тернопільській області від 25.06.1992 р. № 148    |
| 34 | Братські могили воїнів Радянської армії (серед яких Герой Радянського Союзу Худяков Л.) і земляків, які загинули під час Другої Світової війни | 1955 р.       | смт Товсте                                                             | 252             | Рішення виконкому Тернопільської обласної ради від 22.03.1971 р. № 147                            |
| 35 | Братська могила німецьких воїнів, які загинули в Другої світовій війні                                                                         |               | смт Товсте (перепоховано на кладовище)                                 | 1405            | Наказ управління культури Тернопільської обласної державної адміністрації від 18.10.2005 р. № 112 |
| 36 | Пам’ятний знак воїнам-землякам, які загинули в роки Другої світової війни                                                                      | 1975 р.       | с. Антонів                                                             | 454             | Рішення виконкому Тернопільської обласної ради від 12.06.1978 р. № 286                            |
| 37 | Пам’ятний знак воїнам-землякам, які загинули в роки Другої світової війни                                                                      | 1967 р.       | с. Свидова                                                             | 613             | Рішення виконкому Тернопільської обласної ради від 22.03.1971 р. № 147                            |

## Пам'ятки монументального мистецтва
| №  | Назва | Дата          | Адреса                                                                 | Охоронний номер | Документ про взяття на облік                                                                      |
| -- | --- | ------------- | ---------------------------------------------------------------------- | --------------- | ------------------------------------------------------------------------------------------------- |
| 1  | Пам’ятний знак воїнам-землякам, які загинули в роки Другої світової війни                                                                      | 1985 р.       | с. Ангелівка                                                           | 10              | Рішення виконкому Тернопільської обласної ради від 26.08.1986 р. № 250                            |
| 2  | Братська могила радянських партійних активістів                                                                                                | 1969 р.       | с. Буряківка, при в’їзді в село                                        | 617             | Рішення виконкому Тернопільської обласної ради від 22.03.1971 р. № 147                            |
| 3  | Пам’ятний знак воїнам-землякам, які загинули в роки Другої світової війни                                                                      | 1967 р.       | с. Буряківка, центр                                                    | 597             | Рішення виконкому Тернопільської обласної ради від 22.03.1971 р. № 147                            |
| 4  | Братська могила воїнів Радянської армії, пам’ятний знак воїнам-землякам, які загинули в роки Другої світової війни                             | 1967 р.       | с. Ворвулинці                                                          | 1011            | Рішення виконкому Тернопільської обласної ради від 22.03.1971 р. № 147                            |
| 5  | Пам’ятний знак воїнам-землякам, які загинули в роки Другої світової війни                                                                      | 1966 р.       | с. Головчинці                                                          | 966             | Рішення виконкому Тернопільської обласної ради від 22.03.1971 р. № 147                            |
| 6  | Братська могила воїнів Української Повстанської Армії (3 чол.)                                                                                 |               | с. Дорогичівка                                                         | 1390            | Наказ управління культури Тернопільської обласної державної адміністрації від 18.10.2005 р. № 112 |
| 7  | Пам’ятний знак воїнам-землякам, які загинули в роки Другої світової війни                                                                      | 1967 р.       | с. Дорогичівка                                                         | 359             | Рішення виконкому Тернопільської обласної ради від 22.03.1971 р. № 147                            |
| 8  | Пам’ятний знак воїнам-землякам, які загинули в роки Другої світової війни                                                                      | 1985 р.       | с. Кошилівці                                                           | 963             | Рішення виконкому Тернопільської обласної ради від 26.08.1986 р. № 250                            |
| 9  | Братські могили воїнів Радянської армії | 1966 р.       | с. Лисівці, кладовище, N 48.859295° E 25.819020°                       | 244             | Рішення виконкому Тернопільської обласної ради від 22.03.1971 р. № 147                            |
| 10 | Могила воїна Радянської армії Павленка С. | 1965 р.       | с. Лисівці, кладовище, N 48.858409° E 25.818129°                       | 381             | Рішення виконкому Тернопільської обласної ради від 22.03.1971 р. № 147                            |
| 11 | Могила воїна Радянської армії Клименка В. | 1965 р.       | с. Лисівці, околиця                                                    | 373             | Рішення виконкому Тернопільської обласної ради від 22.03.1971 р. № 147                            |
| 12 | Пам’ятний знак воїнам-землякам, які загинули в роки Другої світової війни                                                                      | 1967 р.       | с. Лисівці, центр                                                      | 395             | Рішення виконкому Тернопільської обласної ради від 22.03.1971 р. № 147                            |
| 13 | Пам'ятний знак (хрест) на честь скасування панщини                                                                                             | реконструкція | с. Литячі                                                              | 3150            | Наказ управління культури Тернопільської обласної державної адміністрації від 27.01.2010 р. № 16  |
| 14 | Пам’ятне місце загибелі Германа П. та Данилюка - Українських Січових Стрільців                                                                 |               | с. Нагоряни, біля перехрестя доріг Нирків-Торське – Устечко-Ворвулинці | 3151            | Наказ управління культури Тернопільської обласної державної адміністрації від 27.01.2010 р. № 16  |
| 15 | Пам’ятний знак воїнам-землякам, які загинули в роки Другої світової війни                                                                      | 1969 р.       | с. Нирків, околиця                                                     | 401             | Рішення виконкому Тернопільської обласної ради від 22.03.1971 р. № 147                            |
| 16 | Пам’ятний знак воїнам-землякам, які загинули в роки Другої світової війни                                                                      | 1965 р.       | с. Нирків, центр                                                       | 426             | Рішення виконкому Тернопільської обласної ради від 22.03.1971 р. № 147                            |
| 17 | Пам’ятний знак воїнам-землякам, які загинули в роки Другої світової війни                                                                      | 1969 р.       | с. Поділля                                                             | 249             | Рішення виконкому Тернопільської обласної ради від 22.03.1971 р. № 147                            |
| 18 | Пам’ятний знак воїнам-землякам, які загинули в роки Другої світової війни                                                                      | 1985 р.       | с. Рожанівка                                                           | 1114            | Рішення виконкому Тернопільської обласної ради від 26.08.1986 р. № 250                            |
| 19 | Братська могила воїнів Української Повстанської Армії (25 чол.)                                                                                |               | с. Садки                                                               | 1397            | Наказ управління культури Тернопільської обласної державної адміністрації від 18.10.2005 р. № 112 |
| 20 | Пам’ятний знак воїнам-землякам, які загинули в роки Другої світової війни                                                                      | 1967 р.       | с. Садки                                                               | 250             | Рішення виконкому Тернопільської обласної ради від 22.03.1971 р. № 147                            |
| 21 | Могила сотника Української Повстанської Армії Р.Зозуляка                                                                                       |               | с. Солоне                                                              | 1399            | Наказ управління культури Тернопільської обласної державної адміністрації від 18.10.2005 р. № 112 |
| 22 | Пам’ятний знак воїнам-землякам, які загинули в роки Другої світової війни                                                                      | 1984 р.       | с. Солоне                                                              | 932             | Рішення виконкому Тернопільської обласної ради від 27.11.1984 р. № 332                            |
| 23 | Братська могила воїнів Радянської армії | 1967 р.       | с. Солоне, кладовище                                                   | 251             | Рішення виконкому Тернопільської обласної ради від 22.03.1971 р. № 147                            |
| 24 | Пам’ятник односельчанам, які загинули під час Першої світової війни                                                                            | 1936 р.       | с. Солоне, центр, біля дерев'яної церкви                               | 430             | Рішення виконкому Тернопільської обласної ради від 22.03.1971 р. № 147                            |
| 25 | Братська могила австрійських воїнів |               | , с. Устечко                                                           | 1403            | Наказ управління культури Тернопільської обласної державної адміністрації від 18.10.2005 р. № 112 |
| 26 | Могила радянських партизан-ковпаківців Соловйової Л. і Остроухова М.                                                                           | 1969 р.       | с. Устечко                                                             | 255             | Рішення виконкому Тернопільської обласної ради від 22.03.1971 р. № 147                            |
| 27 | Пам’ятний знак воїнам-землякам, які загинули в роки Другої світової війни                                                                      | 1967 р.       | с. Устечко                                                             | 257             | Рішення виконкому Тернопільської обласної ради від 22.03.1971 р. № 147                            |
| 28 | Братська могила воїнів Радянської армії | 1965 р.       | с. Хмелева, кладовище                                                  | 434             | Рішення виконкому Тернопільської обласної ради від 22.03.1971 р. № 147                            |
| 29 | Братська могила воїнів Української Повстанської Армії                                                                                          |               | с. Шипівці                                                             | 1404            | Наказ управління культури Тернопільської обласної державної адміністрації від 18.10.2005 р. № 112 |
| 30 | Пам’ятний знак воїнам-землякам, які загинули в роки Другої світової війни                                                                      | 1985 р.       | с. Шипівці, центр, біля сільської ради                                 | 964             | Рішення виконкому Тернопільської обласної ради від 26.08.1986 р. № 250                            |
| 31 | Пам’ятний знак воїнам-землякам, які загинули в роки Другої світової війни                                                                      | 1969 р.       | с. Шутроминці                                                          | 258             | Рішення виконкому Тернопільської обласної ради від 22.03.1971 р. № 147                            |
| 32 | Пам’ятне місце масових розстрілів євреїв |               | смт Товсте                                                             | 1422            | Розпорядження Представника Президента України в Тернопільській області від 25.06.1992 р. № 148    |
| 33 | Пам'ятний знак (хрест) на честь скасування панщини                                                                                             | 1848 р.       | смт Товсте                                                             | 1423            | Розпорядження Представника Президента України в Тернопільській області від 25.06.1992 р. № 148    |
| 34 | Братські могили воїнів Радянської армії (серед яких Герой Радянського Союзу Худяков Л.) і земляків, які загинули під час Другої Світової війни | 1955 р.       | смт Товсте                                                             | 252             | Рішення виконкому Тернопільської обласної ради від 22.03.1971 р. № 147                            |
| 35 | Братська могила німецьких воїнів, які загинули в Другої світовій війні                                                                         |               | смт Товсте (перепоховано на кладовище)                                 | 1405            | Наказ управління культури Тернопільської обласної державної адміністрації від 18.10.2005 р. № 112 |
| 36 | Пам’ятний знак воїнам-землякам, які загинули в роки Другої світової війни                                                                      | 1975 р.       | с. Антонів                                                             | 454             | Рішення виконкому Тернопільської обласної ради від 12.06.1978 р. № 286                            |
| 37 | Пам’ятний знак воїнам-землякам, які загинули в роки Другої світової війни                                                                      | 1967 р.       | с. Свидова                                                             | 613             | Рішення виконкому Тернопільської обласної ради від 22.03.1971 р. № 147                            |